# Fußball-Club 08 Homburg/Saar 1986-1987
Questa voce raccoglie le informazioni riguardanti il Fußball-Club 08 Homburg/Saar nelle competizioni ufficiali della stagione 1986-1987.

## Stagione
Nella stagione 1986-1987 l'Homburg, allenato da Fritz Fuchs, Udo Klug e Gerd Schwickert, concluse il campionato di Bundesliga al 16º posto. In Coppa di Germania l'Homburg fu eliminato al secondo turno dal Bayern Monaco.

## Rosa
| N. |                        | Ruolo | Calciatore        |
| -- | ---------------------- | ----- | ----------------- |
|    | Germania (bandiera)    | P     | Guido Limbach     |
|    | Germania (bandiera)    | P     | Klaus Scherer     |
|    | Germania (bandiera)    | D     | Reinhard Brendel  |
|    | Stati Uniti (bandiera) | D     | Tom Dooley        |
|    | Germania (bandiera)    | D     | Horst Ehrmantraut |
|    | Germania (bandiera)    | D     | Friedhelm Frenken |
|    | Germania (bandiera)    | D     | Roman Geszlecht   |
|    | Germania (bandiera)    | D     | Andreas Hentrich  |
|    | Germania (bandiera)    | D     | Kurt Knoll        |
|    | Germania (bandiera)    | D     | Frank Lebong      |
|    | Polonia (bandiera)     | D     | Roman Wójcicki    |
|    | Germania (bandiera)    | C     | Dirk Bastian      |
|    | Germania (bandiera)    | C     | Bernd Beck        |

| N. |                     | Ruolo | Calciatore       |
| -- | ------------------- | ----- | ---------------- |
|    | Polonia (bandiera)  | C     | Andrzej Buncol   |
|    | Germania (bandiera) | C     | Jimmy Hartwig    |
|    | Germania (bandiera) | C     | Stefan Jambo     |
|    | Germania (bandiera) | C     | Werner Mörsdorf  |
|    | Germania (bandiera) | C     | Michael Pfister  |
|    | Germania (bandiera) | C     | Thomas Stickroth |
|    | Germania (bandiera) | A     | Uwe Freiler      |
|    | Germania (bandiera) | A     | Johannes Hauck   |
|    | Germania (bandiera) | A     | Walter Kelsch    |
|    | Germania (bandiera) | A     | Ralf Klau        |
|    | Germania (bandiera) | A     | Klaus Müller     |
|    | Germania (bandiera) | A     | Wolfgang Schäfer |

## Organigramma societario
Area tecnica
- Allenatore: Gerd Schwickert
- Allenatore in seconda:
- Preparatore dei portieri:
- Preparatori atletici:

## Calciomercato

### Sessione estiva
| Acquisti | Acquisti          | Acquisti             | Acquisti |
| R.       | Nome              | da                   | Modalità |
| -------- | ----------------- | -------------------- | -------- |
| C        | Stefan Jambo      | Norimberga           |          |
| A        | Walter Kelsch     | Strasburgo           |          |
| D        | Roman Geszlecht   | Hannover 96          |          |
| D        | Reinhard Brendel  | Bayreuth             |          |
| C        | Andrzej Buncol    | Legia Varsavia       |          |
| D        | Friedhelm Frenken | Alemannia Aquisgrana |          |
| C        | Jimmy Hartwig     | Salisburgo           |          |
| A        | Wolfgang Schäfer  | Uerdingen 05         |          |
| C        | Thomas Stickroth  | Friburgo             |          |
| D        | Roman Wójcicki    | Widzew Łódź          |          |

| Cessioni | Cessioni        | Cessioni          | Cessioni |
| R.       | Nome            | a                 | Modalità |
| -------- | --------------- | ----------------- | -------- |
| A        | Uwe Fuchs       | Kickers Stoccarda |          |
| D        | Kay Friedmann   | Kaiserslautern    |          |
| C        | Michael Pfahler | Eintracht Treviri |          |
| C        | Wolfram Schanda | Eintracht Treviri |          |

### Sessione invernale
| Acquisti | Acquisti | Acquisti | Acquisti |
| R.       | Nome     | da       | Modalità |
| -------- | -------- | -------- | -------- |

| Cessioni | Cessioni | Cessioni | Cessioni |
| R.       | Nome     | a        | Modalità |
| -------- | -------- | -------- | -------- |

## Risultati

### Bundesliga

#### Girone di andata
| Arbitro: | Tritschler |

|  |           |                           |
|  | Marcatori | 12’ Eðvaldsson 90’ Funkel |

| Arbitro: | Puchalski |

|                                                |           |  |
| Müller 33’, 71’ Dooley 41’ (aut.) Allgöwer 44’ | Marcatori |  |

| Arbitro: | Schmidhuber |

|              |           |          |
| Wójcicki 62’ | Marcatori | 89’ Thon |

| Arbitro: | Barnick |

|                                            |           |  |
| Răducanu 25’ Keser 56’ Wójcicki 80’ (aut.) | Marcatori |  |

| Arbitro: | Gabor |

|                                            |           |          |
| Wójcicki 71’ (rig.) Schäfer 84’ Buncol 86’ | Marcatori | 49’ Keim |

| Arbitro: | Schmidhuber |

|                                   |           |  |
| Bein 48’ Steiner 68’ Woodcock 72’ | Marcatori |  |

| Arbitro: | Krug |

|                        |           |  |
| Buncol 31’ Schäfer 89’ | Marcatori |  |

| Arbitro: | Kruse |

|                                   |           |          |
| Jusufi 12’ Okoński 69’ Balzis 83’ | Marcatori | 17’ Beck |

| Arbitro: | Pauly |

|            |           |           |
| Buncol 85’ | Marcatori | 34’ Trunk |

| Arbitro: | Mierswa |

|                                          |           |  |
| Lienen 52’ Thiele 57’, 70’ Rahn 64’, 88’ | Marcatori |  |

| Arbitro: | Assenmacher |

|  |           |                   |
|  | Marcatori | 45’ (rig.) Kutzop |

| Bochum 1º novembre 1986, ore 18:00 CET 12ª giornata | Bochum     | 0 – 0 referto | Homburg | Ruhrstadion (8 000 spett.)\| Arbitro: \| Tritschler \| |
| Arbitro:                                            | Tritschler |               |         |                                                        |

| Arbitro: | Ahlenfelder |

|              |           |              |
| Wójcicki 50’ | Marcatori | 65’ Mitchell |

| Arbitro: | Broska |

|                                                 |           |  |
| Matthäus 10’ (rig.) Wohlfarth 40’ Nachtweih 83’ | Marcatori |  |

| Arbitro: | Barnick |

|             |           |              |
| Freiler 69’ | Marcatori | 7’, 15’ Waas |

| Arbitro: | Kruse |

|                                               |           |             |
| Walter 7’, 31’, 85’ Sebert 15’ Eichenauer 82’ | Marcatori | 47’ Freiler |

| Arbitro: | Weber |

|                                |           |             |
| Buncol 49’ Wójcicki 77’ (rig.) | Marcatori | 71’ Dinauer |

#### Girone di ritorno
| Arbitro: | Brückner |

|                              |           |            |
| Bommer 33’ (rig.) Funkel 51’ | Marcatori | 23’ Müller |

| Arbitro: | Wiesel |

|                                |           |             |
| Buncol 47’ Wójcicki 89’ (rig.) | Marcatori | 61’ Schäfer |

| Arbitro: | Schäfer |

|                                         |           |  |
| Bistram 74’, 82’ Täuber 76’ (rig.), 90’ | Marcatori |  |

| Arbitro: | Boos |

|                       |           |                       |
| Kelsch 2’ Schäfer 69’ | Marcatori | 25’ Zorc 81’ Răducanu |

| Arbitro: | Osmers |

|            |           |  |
| Preetz 59’ | Marcatori |  |

| Arbitro: | Jupe |

|             |           |                                     |
| Freiler 65’ | Marcatori | 8’ Allofs 25’ Woodcock 77’ Lehnhoff |

| Arbitro: | Heitmann |

|                              |           |                        |
| Lieberwirth 65’ Andersen 73’ | Marcatori | 45’ Freiler 49’ Müller |

| Arbitro: | Puchalski |

|               |           |           |
| Stickroth 50’ | Marcatori | 39’ Kastl |

| Arbitro: | Tritschler |

|                                                   |           |  |
| Wuttke 14’ (rig.), 59’ Hartmann 26’ Kohr 36’, 43’ | Marcatori |  |

| Arbitro: | Neuner |

|  |           |                       |
|  | Marcatori | 23’ Rahn 44’ Winkhold |

| Arbitro: | Ahlenfelder |

|                                                            |           |  |
| Meier 23’, 72’ Völler 43’, 47’ Ordenewitz 69’ Möhlmann 85’ | Marcatori |  |

| Arbitro: | Scheuerer |

|                                  |           |           |
| Freiler 55’ Knoll 79’ Müller 85’ | Marcatori | 60’ Kempe |

| Arbitro: | Kautschor |

|                                              |           |  |
| Falkenmayer 6’ Sievers 14’ Turowski 73’, 82’ | Marcatori |  |

| Arbitro: | Mierswa |

|                        |           |                         |
| Müller 58’ Freiler 64’ | Marcatori | 19’ Rummenigge 32’ Kögl |

| Arbitro: | Wittke |

|                                            |           |                           |
| Schreier 10’ Waas 49’ Hörster 50’ Götz 89’ | Marcatori | 54’ Stickroth 65’ Freiler |

| Arbitro: | Heitmann |

|                            |           |            |
| Wójcicki 77’ Stickroth 90’ | Marcatori | 41’ Bührer |

| Arbitro: | Osmers |

|                            |           |                           |
| Flad 28’ Müller 37’ (aut.) | Marcatori | 30’ Stickroth 58’ Freiler |

### Coppa di Germania
| Arbitro: | Richmann |

|  |           |                                            |
|  | Marcatori | 30’ Dooley 36’ (rig.) Wójcicki 66’ Frenken |

| Arbitro: | Umbach |

|            |           |                                |
| Buncol 17’ | Marcatori | 7’, 14’ Wohlfarth 73’ Matthäus |

## Statistiche

### Statistiche di squadra
| Competizione      | Punti | In casa | In casa | In casa | In casa | In casa | In casa | In trasferta | In trasferta | In trasferta | In trasferta | In trasferta | In trasferta | Totale | Totale | Totale | Totale | Totale | Totale | DR  |
| Competizione      | Punti | G       | V       | N       | P       | Gf      | Gs      | G            | V            | N            | P            | Gf           | Gs           | G      | V      | N      | P      | Gf     | Gs     | DR  |
| ----------------- | ----- | ------- | ------- | ------- | ------- | ------- | ------- | ------------ | ------------ | ------------ | ------------ | ------------ | ------------ | ------ | ------ | ------ | ------ | ------ | ------ | --- |
| Bundesliga        | 21    | 17      | 6       | 6       | 5       | 24      | 23      | 17           | 0            | 3            | 14           | 9            | 56           | 34     | 6      | 9      | 19     | 33     | 79     | -46 |
| Coppa di Germania | -     | 1       | 0       | 0       | 1       | 1       | 3       | 1            | 1            | 0            | 0            | 3            | 0            | 2      | 1      | 0      | 1      | 4      | 3      | +1  |
| Totale            | 21    | 18      | 6       | 6       | 6       | 25      | 26      | 18           | 1            | 3            | 14           | 12           | 56           | 36     | 7      | 9      | 20     | 37     | 82     | -45 |

### Andamento in campionato
| Giornata  | 1  | 2  | 3  | 4  | 5  | 6  | 7  | 8  | 9  | 10 | 11 | 12 | 13 | 14 | 15 | 16 | 17 | 18 | 19 | 20 | 21 | 22 | 23 | 24 | 25 | 26 | 27 | 28 | 29 | 30 | 31 | 32 | 33 | 34 |
| --------- | -- | -- | -- | -- | -- | -- | -- | -- | -- | -- | -- | -- | -- | -- | -- | -- | -- | -- | -- | -- | -- | -- | -- | -- | -- | -- | -- | -- | -- | -- | -- | -- | -- | -- |
| Luogo     | C  | T  | C  | T  | C  | T  | C  | T  | C  | T  | C  | T  | C  | T  | C  | T  | C  | T  | C  | T  | C  | T  | C  | T  | C  | T  | C  | T  | C  | T  | C  | T  | C  | T  |
| Risultato | P  | P  | N  | P  | V  | P  | V  | P  | N  | P  | P  | N  | N  | P  | P  | P  | V  | P  | V  | P  | N  | P  | P  | N  | N  | P  | P  | P  | V  | P  | N  | P  | V  | N  |
| Posizione | 15 | 17 | 17 | 18 | 14 | 16 | 13 | 14 | 15 | 16 | 16 | 16 | 16 | 16 | 16 | 16 | 16 | 16 | 16 | 16 | 16 | 16 | 16 | 16 | 16 | 16 | 17 | 17 | 16 | 17 | 16 | 16 | 16 | 16 |

Legenda:

Luogo: C = Casa; T = Trasferta. Risultato: V = Vittoria; N = Pareggio; P = Sconfitta.

### Statistiche dei giocatori
| Giocatore      | Bundesliga | Bundesliga | Bundesliga  | Bundesliga | Relegation Bundesliga | Relegation Bundesliga | Relegation Bundesliga | Relegation Bundesliga | Coppa di Germania | Coppa di Germania | Coppa di Germania | Coppa di Germania | Totale   | Totale | Totale      | Totale     |
| Giocatore      | Presenze   | Reti       | Ammonizioni | Espulsioni | Presenze              | Reti                  | Ammonizioni           | Espulsioni            | Presenze          | Reti              | Ammonizioni       | Espulsioni        | Presenze | Reti   | Ammonizioni | Espulsioni |
| -------------- | ---------- | ---------- | ----------- | ---------- | --------------------- | --------------------- | --------------------- | --------------------- | ----------------- | ----------------- | ----------------- | ----------------- | -------- | ------ | ----------- | ---------- |
| D. Bastian     | 1          | 0          | 0           | 0          | 0                     | 0                     | 0                     | 0                     | 0                 | 0                 | 0                 | 0                 | 1        | 0      | 0           | 0          |
| B. Beck        | 24         | 1          | 4           | 0          | 0                     | 0                     | 0                     | 0                     | 1                 | 0                 | 0                 | 0                 | 25       | 1      | 4           | 0          |
| R. Brendel     | 12         | 0          | 1           | 0          | 2                     | 2                     | 0                     | 0                     | 0                 | 0                 | 0                 | 0                 | 14       | 2      | 1           | 0          |
| A. Buncol      | 30         | 5          | 2           | 1          | 2                     | 0                     | 1                     | 0                     | 2                 | 1                 | 0                 | 0                 | 34       | 6      | 3           | 1          |
| T. Dooley      | 24         | 0          | 3           | 0          | 0                     | 0                     | 0                     | 0                     | 2                 | 1                 | 0                 | 0                 | 26       | 1      | 3           | 0          |
| H. Ehrmantraut | 17         | 0          | 1           | 0          | 1                     | 0                     | 0                     | 0                     | 1                 | 0                 | 0                 | 0                 | 19       | 0      | 1           | 0          |
| U. Freiler     | 33         | 8          | 4           | 0          | 2                     | 0                     | 0                     | 0                     | 2                 | 0                 | 0                 | 0                 | 37       | 8      | 4           | 0          |
| F. Frenken     | 20         | 0          | 4           | 0          | 1                     | 0                     | 0                     | 0                     | 2                 | 1                 | 0                 | 0                 | 23       | 1      | 4           | 0          |
| U. Fuchs       | 2          | 0          | 1           | 0          | 0                     | 0                     | 0                     | 0                     | 0                 | 0                 | 0                 | 0                 | 2        | 0      | 1           | 0          |
| R. Geszlecht   | 23         | 0          | 3           | 0          | 2                     | 0                     | 0                     | 0                     | 2                 | 0                 | 2                 | 0                 | 27       | 0      | 5           | 0          |
| J. Hartwig     | 2          | 0          | 0           | 0          | 0                     | 0                     | 0                     | 0                     | 0                 | 0                 | 0                 | 0                 | 2        | 0      | 0           | 0          |
| J. Hauck       | 1          | 0          | 0           | 0          | 0                     | 0                     | 0                     | 0                     | 0                 | 0                 | 0                 | 0                 | 1        | 0      | 0           | 0          |
| A. Hentrich    | 20         | 0          | 2           | 0          | 2                     | 0                     | 0                     | 0                     | 0                 | 0                 | 0                 | 0                 | 22       | 0      | 2           | 0          |
| S. Jambo       | 15         | 0          | 1           | 0          | 2                     | 0                     | 0                     | 0                     | 0                 | 0                 | 0                 | 0                 | 17       | 0      | 1           | 0          |
| W. Kelsch      | 15         | 1          | 1           | 0          | 0                     | 0                     | 0                     | 0                     | 0                 | 0                 | 0                 | 0                 | 15       | 1      | 1           | 0          |
| R. Klau        | 2          | 0          | 0           | 0          | 1                     | 0                     | 0                     | 0                     | 0                 | 0                 | 0                 | 0                 | 3        | 0      | 0           | 0          |
| K. Knoll       | 30         | 1          | 3           | 0          | 2                     | 0                     | 1                     | 0                     | 2                 | 0                 | 0                 | 0                 | 34       | 1      | 4           | 0          |
| F. Lebong      | 6          | 0          | 0           | 0          | 0                     | 0                     | 0                     | 0                     | 2                 | 0                 | 0                 | 0                 | 8        | 0      | 0           | 0          |
| G. Limbach     | 1          | 0          | 0           | 0          | 0                     | 0                     | 0                     | 0                     | 0                 | 0                 | 0                 | 0                 | 1        | 0      | 0           | 0          |
| W. Mörsdorf    | 12         | 0          | 5           | 0          | 0                     | 0                     | 0                     | 0                     | 2                 | 0                 | 1                 | 0                 | 14       | 0      | 6           | 0          |
| K. Müller      | 27         | 4          | 3           | 0          | 1                     | 0                     | 0                     | 0                     | 2                 | 0                 | 0                 | 0                 | 30       | 4      | 3           | 0          |
| M. Pfister     | 1          | 0          | 0           | 0          | 0                     | 0                     | 0                     | 0                     | 0                 | 0                 | 0                 | 0                 | 1        | 0      | 0           | 0          |
| K. Scherer     | 34         | 0          | 0           | 0          | 2                     | 0                     | 0                     | 0                     | 2                 | 0                 | 0                 | 0                 | 38       | 0      | 0           | 0          |
| W. Schäfer     | 31         | 3          | 3           | 0          | 2                     | 1                     | 1                     | 0                     | 1                 | 0                 | 1                 | 0                 | 34       | 4      | 5           | 0          |
| T. Stickroth   | 16         | 4          | 1           | 0          | 2                     | 0                     | 1                     | 0                     | 0                 | 0                 | 0                 | 0                 | 18       | 4      | 2           | 0          |
| R. Wójcicki    | 30         | 6          | 5           | 0          | 2                     | 1                     | 1                     | 0                     | 2                 | 1                 | 0                 | 0                 | 34       | 8      | 6           | 0          |